# Francesc Olivella i Company
|  | «Francesc Olivella» redirigeix aquí. Vegeu-ne altres significats a «Francesc Olivella i Ferrari». |

Francesc Olivella i Company (Sabadell, 28 d'agost de 1927 - 14 de febrer de 2022) va ser un director musical català.
Va començar a estudiar música amb el seu pare, Josep Olivella i Astals. Més endavant es matriculà a l'Escola Municipal de Música de Sabadell, on assistí a classes de solfeig, teoria de la música i piano amb els professors Mateu Rifà i Elionor Guarro. L'any 1945 va entrar a formar part de l'Orfeó de Sabadell i, més tard, formà el quartet Canigó. L'any 1952 es casà amb Maria Alier Prats i d'aquest matrimoni en van néixer quatre fills: Maria Àngels, Josep, Jordi i Pere. El 1957 es convertí en cantaire de la Coral Sant Lluc, vinculada a l'Acadèmia de Belles Arts de Sabadell i dirigida per Salvador Uyà i Prat, en la qual participà durant els vuit anys d'història de la formació. El 1963 començà a dirigir la Coral Estrella Daurada, cor masculí dedicat a la música claveriana i popular catalana. El 1975 començà a dirigir l'Orfeó de Sabadell i del 1982 al 1985 el van escollir mestre de la Federació de Clavé. El 1988 es feu càrrec de la Coral Talia. De 1989 a 2008 dirigí exclusivament la Coral Estrella Daurada.
El 4 d'abril del 2013, l'Ajuntament de Sabadell li concedí la Medalla de la Ciutat al Mèrit Musical.